# Dióspatak
Dióspatak  település Romániában, Szilágy megyében.

## Fekvése
Szilágy megyében, Nagyilondától nyugatra, Szamosfericse, Kecskés és Pórkerec között fekvő település.

## Története
Dióspatak nevét az oklevelek 1603-ban Djospataka néven említették először. A későbbiekben 
1650-ben Diospatak, 1733-ban Vallerej, 1750-ben Valyere, 1800-ban Dióspataka, Vale Re, 1808-ban Dióspataka néven írták nevét.
Dióspatakának 1909-ben 251 lakosa volt, melyből 245 román volt. 
A település a trianoni békeszerződés előtt Szolnok-Doboka vármegye Nagyilondai járásához tartozott.